# Domenic Weinstein
Domenic Weinstein (* 27. August 1994 in Villingen-Schwenningen) ist ein ehemaliger deutscher Radrennfahrer.

## Sportliche Karriere
Domenic Weinstein startete für den RSC Donaueschingen und wurde im Jahr 2010 deutscher Jugendmeister im Punktefahren und der Einerverfolgung und erreichte Platz drei in der Mannschaftsverfolgung. Im Jahr darauf startete er bei den Junioren, wurde deutscher Vize-Meister im Punktefahren wie im Zweier-Mannschaftsfahren sowie Dritter in der Mannschaftsverfolgung. Wenige Wochen später wurde er in Moskau Junioren-Weltmeister im Punktefahren.
Bei den Bahn-Europameisterschaften 2012 der U23 im portugiesischen Anadia errang Domenic Weinstein gemeinsam mit Nils Schomber, Jonas Tenbrock und Leon Rohde die Bronzemedaille in der Mannschaftsverfolgung. Im selben Jahr wurde er vom Bund Deutscher Radfahrer für die Bahn-Europameisterschaften der Elite im litauischen Panevėžys nominiert. 2014 wurde Domenic Weinstein gemeinsam mit Leon Rohde U23-Europameister im Zweier-Mannschaftsfahren.
Nachdem Weinstein 2015 zunächst Deutscher Elitemeister der Einerverfolgung wurde und Anfang Oktober 2015 bei einer Leistungsüberprüfung in Frankfurt (Oder) in 4:17,417 Minuten einen neuen deutschen Rekord in der 4000-m-Einerverfolgung aufstellte, gewann er am 17. Oktober 2015 bei den Bahneuropameisterschaften 2015 die Silbermedaille in dieser Disziplin.
2016 errang Weinstein bei den Bahnweltmeisterschaften die Silbermedaille in der Einerverfolgung. Im selben Jahr wurde er für die Teilnahme an den Olympischen Spielen in Rio de Janeiro nominiert, wo er gemeinsam mit Nils Schomber, Kersten Thiele, Henning Bommel und Theo Reinhardt Rang fünf in der Mannschaftsverfolgung belegte.
Bei den deutschen Bahnmeisterschaften 2017 in Frankfurt (Oder) stellte Domenic Weinstein mit 4:13,453 Minuten einen neuen Rekord in der 4000-Meter-Einerverfolgung auf. Schon in der Qualifikation hatte er seinen eigenen Rekord vom Oktober 2015 (4:17,417 min.) um mehr als drei Sekunden auf 4:14,080 Minuten verbessert, um diesen im Finale mit 4:13,453 Minuten erneut zu unterbieten. Bis dahin fuhren weltweit in der Einerverfolgung über 4000 Meter nur vier Sportler schneller als er. Einen zweiten Titel errang er gemeinsam mit Lucas Liß, Kersten Thiele und Theo Reinhardt in der Mannschaftsverfolgung. Im Herbst des Jahres gewann er bei den Bahneuropameisterschaften in Berlin Bronze in der Verfolgung.
Im August 2018 startete Weinstein bei den Bahneuropameisterschaften in Glasgow in der Einerverfolgung. Dabei verbesserte er in der Qualifikation erneut seinen eigenen deutschen Rekord aus dem Vorjahr auf 4:13,073 Minuten. Im Finale um Gold schlug er den Portugiesen Ivo Oliveira und wurde Europameister. Damit errang er seinen ersten internationalen Titel im Elitebereich. Bei den UCI-Bahn-Weltmeisterschaften 2019 im polnischen Pruszków  fuhr er in der Qualifikation der Einerverfolgung mit 4:09,091 Minuten erneut einen neuen deutschen Rekord und unterbot damit seinen eigenen aus dem August 2018. Irrtümlich war auf der Anzeigetafel in der BGŻ BNP Paribas Arena sogar eine Zeit von 4:05,172 Minuten angezeigt worden, was Weltrekord gewesen wäre; diese Zeit wurde später korrigiert. Im Finale unterlag er dem Italiener Filippo Ganna (bei dem ebenfalls eine falsche Zeit angezeigt worden war) und errang Silber.
2021 wurde Domenic Weinstein für die Teilnahme an den Olympischen Spielen in Tokio nominiert, wo er mit der deutschen Mannschaft aus Roger Kluge, Felix Groß, Leon Rohde und Theo Reinhardt in der Mannschaftsverfolgung Rang sechs belegte.
Ende September 2022 verkündete Weinstein sein Karriereende.

## Erfolge

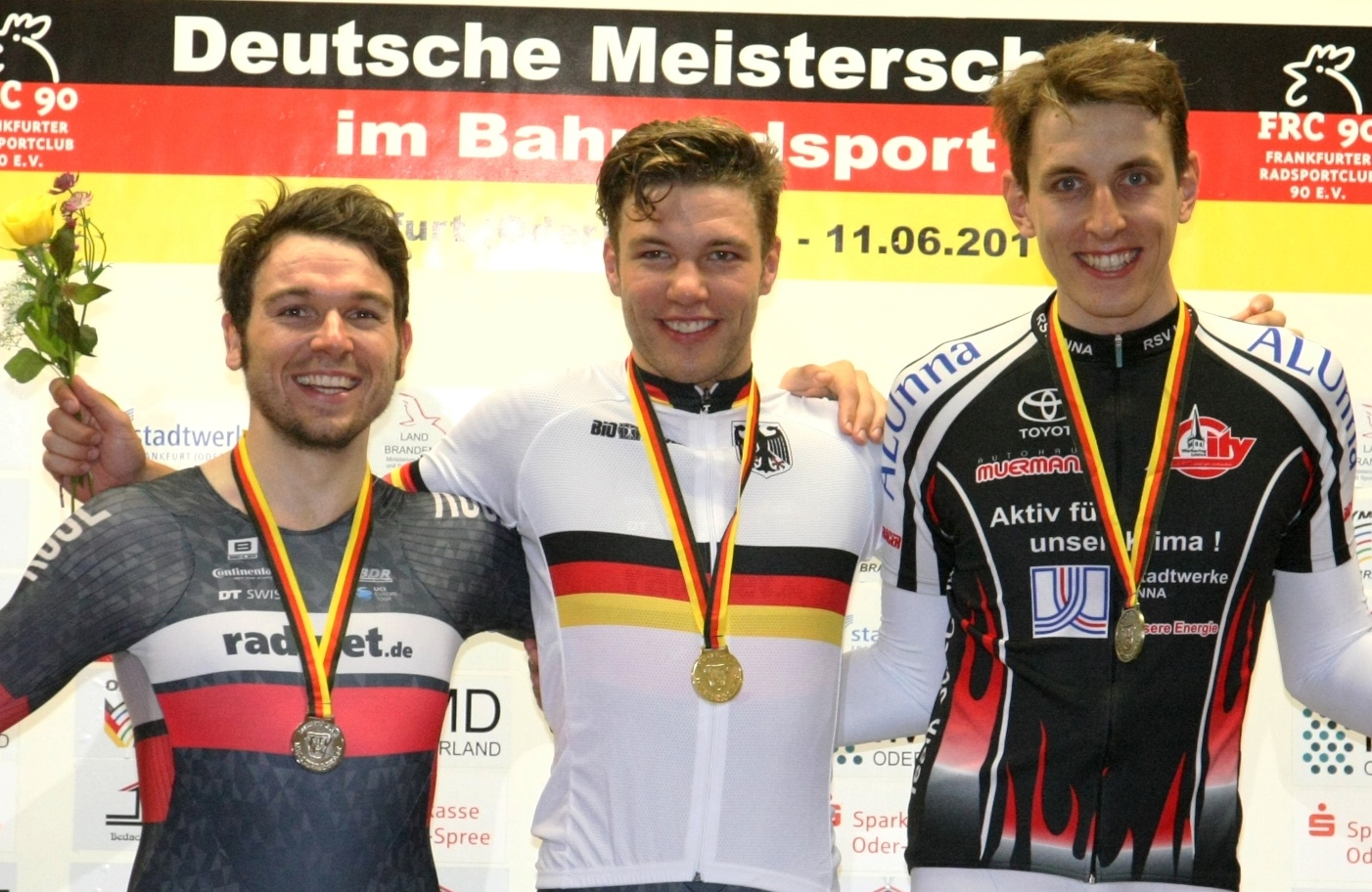
Deutscher Meister 2017 in der Einerverfolgung: Domenic Weinstein (M.), mit Kersten Thiele (l.) und Justin Wolf (r.)

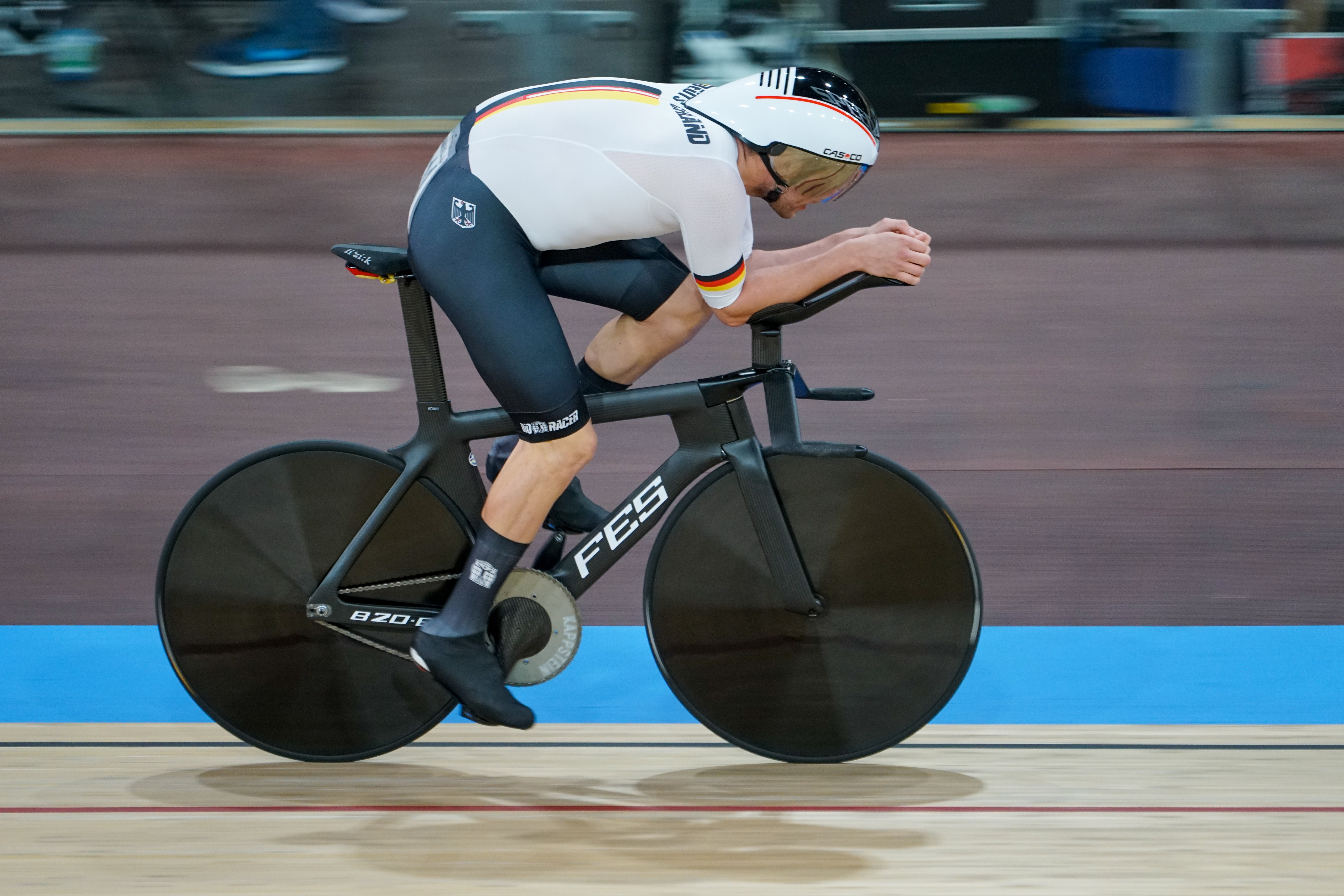
Weinstein bei der WM 2020

### Bahn
2011
- Weltmeisterschaften (Junioren) – Punktefahren

2012
- Junioren-Europameisterschaft – Zweier-Mannschaftsfahren (mit Pascal Ackermann), Mannschaftsverfolgung (mit Leon Rohde, Jonas Tenbrock und Nils Schomber)

2014
- U23-Europameister – Zweier-Mannschaftsfahren (mit Leon Rohde)
- U23-Europameisterschaft – Mannschaftsverfolgung (mit Sebastian Wotschke, Marco Mathis und Leon Rohde)

2015
- Deutscher Meister – Einerverfolgung
- Europameisterschaften – Einerverfolgung

2016
- Weltmeisterschaften – Einerverfolgung

2017
- Europameisterschaften – Einerverfolgung
- Deutscher Meister – Einerverfolgung (mit neuem deutschen Rekord: 4:13,453 Minuten), Mannschaftsverfolgung (mit Lucas Liß, Kersten Thiele und Theo Reinhardt)

2018
- Europameister – Einerverfolgung
- Deutscher Meister – Einerverfolgung

2019
- Weltmeisterschaft – Einerverfolgung
- Europameisterschaft – Einerverfolgung
- Weltcup in Hongkong – Mannschaftsverfolgung (mit Felix Groß, Leon Rohde und Theo Reinhardt)

2021
- Nations’ Cup in Hongkong – Mannschaftsverfolgung (mit Felix Groß, Theo Reinhardt, Leon Rohde und Marco Mathis)

2022
- Deutsche Meisterschaft – Einerverfolgung

### Straße
2015
- Deutscher Meister – Mannschaftszeitfahren

2016
- Deutscher Meister – Mannschaftszeitfahren